# Роздольська сільська рада (Первомайський район)
Роздо́льська сільська́ ра́да — адміністративно-територіальна одиниця та орган місцевого самоврядування в Первомайському районі Харківської області. Адміністративний центр — село Роздолля.

## Загальні відомості
Роздольська сільська рада утворена в 1917 році.
- Територія ради: 70,6 км²
- Населення ради: 1 351 особа (станом на 2001 рік)

## Населені пункти
Сільській раді підпорядковані населені пункти:
- с. Роздолля
- с-ще Краснопавлівське
- с. Крюкове
- с. Шульське

## Склад ради
Рада складається з 16 депутатів та голови.
- Голова ради: Різник Олександр Іванович
- Секретар ради: Олійник Галина Іванівна

### Керівний склад попередніх скликань
| Прізвище, ім'я, по батькові | Основні відомості                                                                           | Дата обрання | Дата звільнення |
| --------------------------- | ------------------------------------------------------------------------------------------- | ------------ | --------------- |
| Д'якова Марія Миколаївна    | Сільський голова, 1954 року народження, освіта вища, Всеукраїнське об'єднання «Батьківщина» | 26.03.2006   | 31.10.2010      |
| Дякова Марія Миколаївна     | Сільський голова, 1954 року народження, освіта вища                                         | 31.10.2010   | 15.12.2013      |
| Різник Олександр Іванович   | Сільський голова, 1971 року народження, освіта середня спеціальна, член Партії регіонів     | 15.12.2013   |                 |

Примітка: таблиця складена за даними сайту Верховної Ради України

### Депутати
За результатами місцевих виборів 2010 року депутатами ради стали:

#### За суб'єктами висування
| Суб'єкт висування                                       | Кількість обраних депутатів | %    |
| ------------------------------------------------------- | --------------------------- | ---- |
| Партія регіонів                                         | 15                          | 93,8 |
| Політична партія Всеукраїнське об'єднання «Батьківщина» | 1                           | 6,3  |

#### За округами
| № округу                                                | Прізвище, ім'я, по батькові       | Дата визнання обраним | Освіта             | Партійна приналежність                        | Відомості про обраного депутата                   |
| ------------------------------------------------------- | --------------------------------- | --------------------- | ------------------ | --------------------------------------------- | ------------------------------------------------- |
| Партія регіонів                                         |                                   |                       |                    |                                               |                                                   |
| 1                                                       | Крохмаль Сергій Іванович          | 05.11.2010            | середня            | член Партії регіонів                          | ЧП «Лан+», комірник                               |
| 2                                                       | Олійник Галина Іванівна           | 05.11.2010            | середня спеціальна | член Партії регіонів                          | Роздольська сільська рада, секретар               |
| 3                                                       | Слюсаренко Світлана Володимирівна | 05.11.2010            | вища               | член Партії регіонів                          | Роздольська сільська рада, спеціаліст 2 категорії |
| 5                                                       | Каплін Володимир Семенович        | 05.11.2010            | вища               | член Партії регіонів                          | Шебелинська ЛП УМГ, оператор ГРС                  |
| 6                                                       | Горбуліна Світлана Олександрівна  | 05.11.2010            | вища               | член Партії регіонів                          | Єлизаветівська НВК, вчитель                       |
| 7                                                       | Лактіонов Василь Віталійович      | 05.11.2010            | середня            | член Партії регіонів                          | тимчасово не працює                               |
| 8                                                       | Тутова Олена Валентинівна         | 05.11.2010            | середня спеціальна | член Партії регіонів                          | Первомайський терцентр, соц.працівник             |
| 9                                                       | Маринова Тетяна Петрівна          | 05.11.2010            | вища               | член Партії регіонів                          | Шульська загальноосвітня школа, вчитель           |
| 10                                                      | Климчук Людмила Олексіївна        | 05.11.2010            | вища               | член Партії регіонів                          | Шульська загальноосвітня школа, вчитель           |
| 11                                                      | Курдюмова Наталя Олексіївна       | 05.11.2010            | середня            | член Партії регіонів                          | Роздольська сільська рада, головний бухгалтер     |
| 12                                                      | Жидкова Ніна Петрівна             | 05.11.2010            | вища               | член Партії регіонів                          | Шульська загальноосвітня школа, вчитель           |
| 13                                                      | Клименко Олег Володимирович       | 05.11.2010            | середня            | член Партії регіонів                          | ФОП «Клименко»                                    |
| 14                                                      | Короткий Іван Павлович            | 05.11.2010            | середня            | член Партії регіонів                          | пенсіонер                                         |
| 15                                                      | Стоцька Тетяна Петрівна           | 05.11.2010            | вища               | член Партії регіонів                          | Шульська загальноосвітня школа, вчитель           |
| 16                                                      | Савіна Ірина Павлівна             | 05.11.2010            | середня            | член Партії регіонів                          | тимчасово не працює                               |
| Політична партія Всеукраїнське об'єднання «Батьківщина» |                                   |                       |                    |                                               |                                                   |
| 4                                                       | Потолов Юрій Васильович           | 05.11.2010            | середня            | член Всеукраїнського об'єднання «Батьківщина» | тимчасово не працює                               |